# Man Vrouw Maatschappij
Sociedad Hombre Mujer  nl: Man Vrouw Maatschappij ( MVM ) fue una organización feminista holandesa (1968-1988). 

## Historia
Tras la publicación del artículo Het onbehagen bij de vrouw (1967)  (El descontento de las mujeres) en la reconocida revista literaria De Gids en noviembre de 1967 escrito por Joke Smit, Joke y Hedy d'Ancona lanzaron la iniciativa Mujeres 2000. El llamamiento a la emancipación de las mujeres un llamamiento que asumieron hombres y mujeres por lo que pasó a llamarse Sociedad Hombre Mujer . La asociación se creó oficialmente el 26 de octubre de 1968, con Smit como presidenta y d'Ancona como vicepresidenta. La aprobación real se otorgó al nombre Vereniging Aktiegroep Vrouw Maatschappij el 24 de marzo de 1969.  MVM formó parte de la segunda ola feminista y estaba totalmente comprometida con el cambio de políticas. Con este fin, se crearon grupos de trabajo sobre educación, trabajo a tiempo parcial, pago para madres trabajadoras, cuidado de menores, planificación familiar y partidos políticos . Se organizaron campañas como: 
- Varias : una campaña nacional los días 9 y 10 de noviembre de 1970 en colaboración con Dolle Mina y la Asociación Holandesa para la Reforma Sexual para crear conciencia sobre la existencia de movimientos de emancipación.[3] MVM trató de llamar la atención sobre la importancia del trabajo remunerado para las mujeres, la falta de buenos empleos a tiempo parcial y el puesto de madres solteras y solteras.[1]
- ¡Marie, hazte más sabia! : grupo de trabajo desde 1971 con miras a mejorar la posición de las niñas en la educación.[4] Las niñas a menudo abandonaban la educación antes que los niños, lo que les hizo quedarse atrás en el mercado laboral . 'Marie' simbolizaba a la colegiala holandesa que fue alentada a continuar estudiando.

Los grupos de trabajo cabildearon mucho con el gobierno. Los objetivos eran incluir: más trabajo a tiempo parcial, las horas de clase y de las vacaciones tiempos de ecualización, más guarderías, imposición equivalente para los hombres y las mujeres, seguro de desempleo para las mujeres casadas y la igualdad de oportunidades en la educación para niños y niñas. MVM vio la emancipación de las mujeres como una lucha conjunta entre hombres y mujeres. El objetivo oficial de la asociación era, por lo tanto: promover la igualdad de oportunidades para que hombres y mujeres se desarrollen en la sociedad.  Los hombres participaron activamente porque la asociación creía que los hombres también tenían que cambiar para resolver problemas sociales.  Alrededor del 10 al 15% de los miembros eran hombres, pero el porcentaje era menor entre los miembros activos.
En los años 70, el feminismo radical ganó popularidad con las acciones lúdicas de Dolle Mina o Paarse September sobre un tema específico. MVM fue más moderado y trabajó más en segunda línea, por otro lado, la creciente influencia del feminismo radical hizo que el papel de los hombres dentro de la asociación fuera controvertido. A partir de 1973 hubo una junta sin presidencia y también sin ningún hombre, después de lo cual, entre otras, Ancona y Wim Hora Adema abandonaron la organización.
En 1974, MVM-news, el boletín de la asociación, se amplió con un archivo adjunto que se convertiría en la revista (en línea) LOVER . 
En 1976, el grupo de trabajo de despertar de Willem comenzó a centrarse en el papel de los hombres en la sociedad con vistas a cambiar el papel  tradicional masculino en la sociedad. El grupo de trabajo se disolvió en 1982.
El 27 de febrero de 1988 se decidió suprimir el grupo de acción, después de lo cual la asociación se disolvió oficialmente el 19 de octubre de 1988 . La asociación transmitió el trabajo de emancipación a otras organizaciones.